# Ober- und Unterlösung
In der Mathematik werden Ober- und Unterlösungen (engl.: super solutions und sub solutions) zur qualitativen Analyse von (nicht explizit lösbaren) Differentialgleichungen verwendet.

## Definition
Eine Oberlösung einer gewöhnlichen Differentialgleichung {\displaystyle x^{\prime }=f(t,x)} ist eine differenzierbare Abbildung {\displaystyle x_{+}\colon (a,b)\to \mathbb {R} } mit
{\displaystyle x_{+}^{\prime }>f(t,x_{+}(t))}
für alle {\displaystyle t\in (a,b)}.
Eine Unterlösung einer gewöhnlichen Differentialgleichung {\displaystyle x^{\prime }=f(t,x)} ist eine differenzierbare Abbildung {\displaystyle x_{-}\colon (a,b)\to \mathbb {R} } mit
{\displaystyle x_{-}^{\prime }<f(t,x_{-}(t))}
für alle {\displaystyle t\in (a,b)}.

## Beispiel
Für die Differentialgleichung
{\displaystyle x^{\prime }(t)=x(t)^{2}-t^{2}}
ist {\displaystyle x_{+}(t)=t} eine Oberlösung wegen
{\displaystyle x_{+}^{\prime }(t)=1>0=x_{+}(t)^{2}-t^{2}}
und {\displaystyle x_{-}(t)=-t} eine Unterlösung wegen
{\displaystyle x_{-}^{\prime }(t)=-1<0=x_{-}(t)^{2}-t^{2}}.
Weiter ist {\displaystyle x_{+}(t)=-{\sqrt {t^{2}-2}}} eine Oberlösung wegen
{\displaystyle x_{+}^{\prime }(t)=-{\frac {t}{\sqrt {t^{2}-2}}}>-2=x_{+}(t)^{2}-t^{2}}
und {\displaystyle x_{-}(t)={\sqrt {t^{2}-2}}} eine Unterlösung wegen
{\displaystyle x_{-}(t)^{\prime }={\frac {t}{\sqrt {t^{2}-2}}}<2=x_{-}(t)^{2}-t^{2}}.

## Vergleichssatz
Der Vergleichssatz für Ober- und Unterlösungen besagt:
a) Wenn {\displaystyle x_{+}\colon (a,b)\to \mathbb {R} } eine Oberlösung der Differentialgleichung {\displaystyle x^{\prime }(t)=f(t,x(t))} mit {\displaystyle x_{+}(t_{0})\geq x_{0}} für ein {\displaystyle t_{0}\in (a,b),x_{0}\in \mathbb {R} } ist, dann gilt für jede Lösung {\displaystyle x\colon (a,b)\to \mathbb {R} } des Anfangswertproblems {\displaystyle x^{\prime }(t)=f(t,x(t)),x(t_{0})=x_{0}} die Ungleichung
{\displaystyle x(t)<x_{+}(t)}
für alle {\displaystyle t>t_{0}}.
b) Wenn {\displaystyle x_{-}\colon (a,b)\to \mathbb {R} } eine Unterlösung der Differentialgleichung {\displaystyle x^{\prime }(t)=f(t,x(t))} mit {\displaystyle x_{-}(t_{0})\leq x_{0}} für ein {\displaystyle t_{0}\in (a,b),x_{0}\in \mathbb {R} } ist, dann gilt für jede Lösung {\displaystyle x\colon (a,b)\to \mathbb {R} } des Anfangswertproblems {\displaystyle x^{\prime }(t)=f(t,x(t)),x(t_{0})=x_{0}} die Ungleichung
{\displaystyle x(t)>x_{-}(t)}
für alle {\displaystyle t>t_{0}}.
Beweis: Setze {\displaystyle \Delta (t)=x_{+}(t)-x(t)} für a) bzw. {\displaystyle \Delta (t)=x(t)-x_{-}(t)} für b). Dann ist {\displaystyle \Delta (t_{0})\geq 0} und in Punkten mit {\displaystyle \Delta (t)=0} muss {\displaystyle \Delta ^{\prime }(t)>0} sein. Der Graph von {\displaystyle \Delta } kann die {\displaystyle t}-Achse also nur von unten nach oben kreuzen, was aber wegen {\displaystyle \Delta (t_{0})\geq 0} nicht möglich ist. Also gilt {\displaystyle \Delta (t)>0} für alle {\displaystyle t>t_{0}}.